# Nitronă

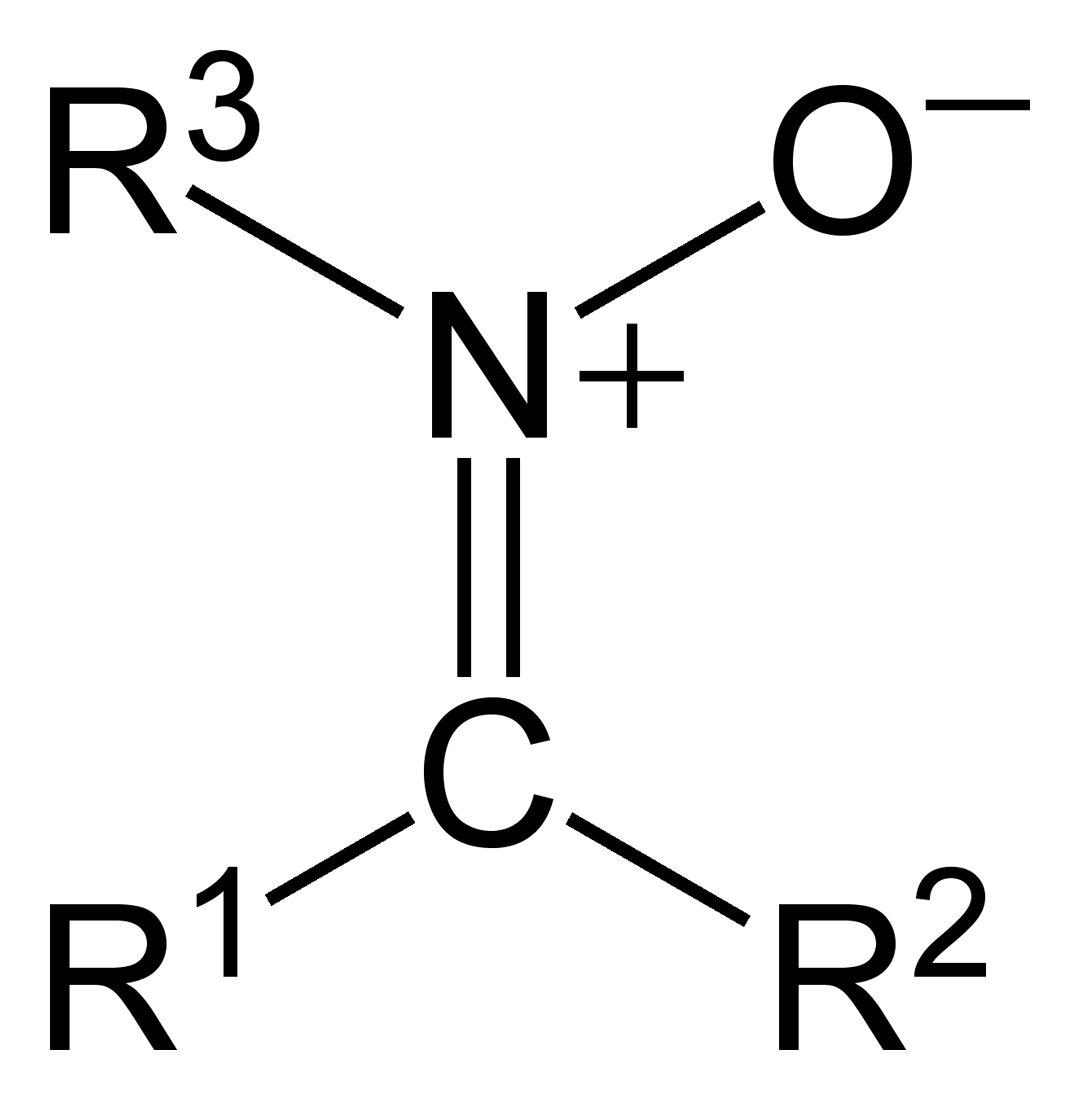
Structura generală a unei nitrone.

Nitrona este, în chimie organică, o grupă funcțională reprezentată de N-oxidul unei imine. Structura generală a grupei este R1R2C=N+(−O−)(−R3), unde R3 nu este atom de hidrogen. Principala aplicabilitate a nitronelor este cea de intermediar în sinteza chimică, fiind 1,3-dipoli ce pot fi utilizați în cicloadiții 1,3-dipolare și pentru comportamentul similar grupelor carbonilice.
Nitronele, fiind din punct de vedere structural compuși cu legătură dublă tetra-substituită, prezintă izomerie cis-trans.(p474)